# Kravar
Kravar (furlansko Cravar, italijansko Cravero) je naselje v Občini Podutana (Svet Lienart) v Videmski pokrajini v Italiji. Slovensko ime kraja je Kravar in spada v Beneško Slovenijo.
V naselju stoji cerkev sv. Lucije, zgrajena je bila 1454, a je bila leta 1511 porušena v rušilnem potresu. Zelo eleganten je stolp apside, ki slovi zaradi svoje oblike. Obok (apsido) v cerkvi je poslikal Jernej iz Loke, pozlačen oltar pa je iz 18. stoletja in je delo Luke Šarfa.